# Cronquistův systém
Cronquistův systém je schéma pro klasifikaci kvetoucích rostlin. Tento systém vytvořil Arthur Cronquist (1919–1992) ve svých dílech An Integrated System of Classification of Flowering Plants (1981) and The Evolution and Classification of Flowering Plants (1968; 2nd edition, 1988).
Cronquistův systém dělí kvetoucí rostliny do dvou široce pojatých tříd: Magnoliopsida (dvouděložné) and Liliopsida (jednoděložné). Příbuzné řády jsou v rámci jednotlivých tříd zařazovány do podtříd.
Toto schéma je stále široce používáno buď v původní podobě nebo v aktualizovaných verzích, ale mnoho současných botaniků používá modernější systémy, hlavně APG II
Systém je publikován zde: An Integrated System of Classification of Flowering Plants (1981) obsahuje 321 čeledí and 64 řádů:

## TřídaMagnoliopsida
1. Podtřída Magnoliidae
  1. Řád Magnoliales
    1. Winteraceae
    2. Degeneriaceae
    3. Himantandraceae
    4. Eupomatiaceae
    5. Austrobaileyaceae
    6. Magnoliaceae
    7. Lactoridaceae
    8. Annonaceae
    9. Myristicaceae
    10. Canellaceae

  2. Řád Laurales
    1. Amborellaceae
    2. Trimeniaceae
    3. Monimiaceae
    4. Gomortegaceae
    5. Calycanthaceae
    6. Idiospermaceae
    7. Lauraceae
    8. Hernandiaceae

  3. Řád Piperales
    1. Chloranthaceae
    2. Saururaceae
    3. Piperaceae

  4. Řád Aristolochiales
    1. Aristolochiaceae

  5. Řád Illiciales
    1. Illiciaceae
    2. Schisandraceae

  6. Řád Nymphaeales
    1. Nelumbonaceae
    2. Nymphaeaceae
    3. Barclayaceae
    4. Cabombaceae
    5. Ceratophyllaceae

  7. Řád Ranunculales
    1. Ranunculaceae
    2. Circaeasteraceae
    3. Berberidaceae
    4. Sargentodoxaceae
    5. Lardizabalaceae
    6. Menispermaceae
    7. Coriariaceae
    8. Sabiaceae

  8. Řád Papaverales
    1. Papaveraceae
    2. Fumariaceae

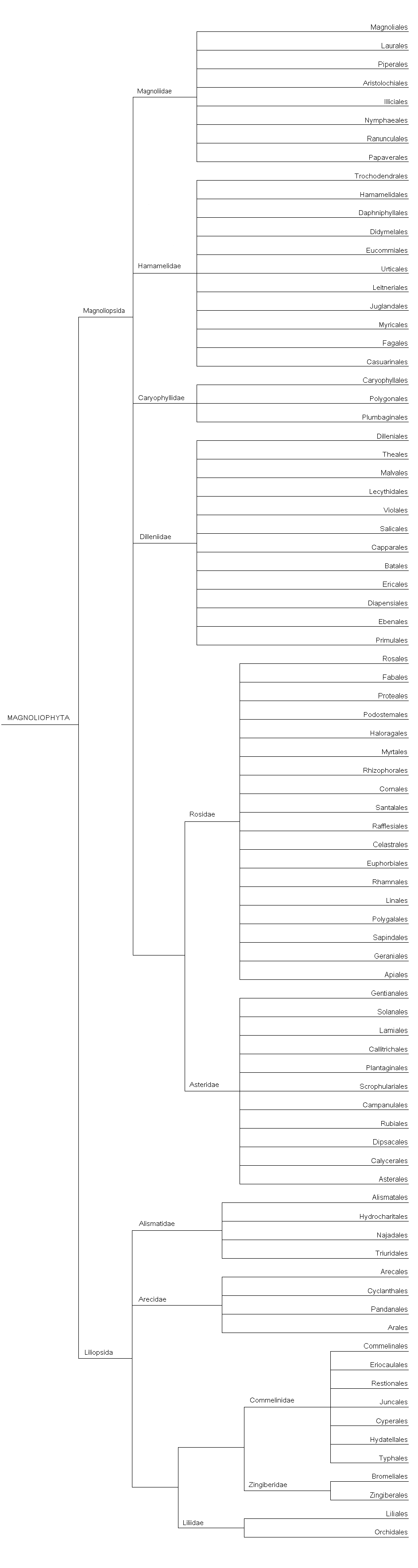
Cronquistův systém, diagram

1. Podtřída Hamamelidae [sic: správně Hamamelididae]
  1. Řád Trochodendrales
    1. Tetracentraceae
    2. Trochodendraceae

  2. Řád Hamamelidales
    1. Cercidiphyllaceae
    2. Eupteleaceae
    3. Platanaceae
    4. Hamamelidaceae
    5. Myrothamnaceae

  3. Řád Daphniphyllales
    1. Daphniphyllaceae

  4. Řád Didymelales
    1. Didymelaceae

  5. Řád Eucommiales
    1. Eucommiaceae

  6. Řád Urticales
    1. Barbeyaceae
    2. Ulmaceae
    3. Cannabaceae
    4. Moraceae
    5. Cecropiaceae
    6. Urticaceae

  7. Řád Leitneriales
    1. Leitneriaceae

  8. Řád Juglandales
    1. Rhoipteleaceae
    2. Juglandaceae

  9. Řád Myricales
    1. Myricaceae

  10. Řád Fagales
    1. Balanopaceae
    2. Ticodendraceae
    3. Fagaceae
    4. Nothofagaceae
    5. Betulaceae

  11. Řád Casuarinales
    1. Casuarinaceae

1. Podtřída Caryophyllidae
  1. Řád Caryophyllales
    1. Phytolaccaceae
    2. Achatocarpaceae
    3. Nyctaginaceae
    4. Aizoaceae
    5. Didiereaceae
    6. Cactaceae
    7. Chenopodiaceae
    8. Amaranthaceae
    9. Portulacaceae
    10. Basellaceae
    11. Molluginaceae
    12. Caryophyllaceae

  2. Řád Polygonales
    1. Polygonaceae

  3. Řád Plumbaginales
    1. Plumbaginaceae

1. Podtřída Dilleniidae
  1. Řád Dilleniales
    1. Dilleniaceae
    2. Paeoniaceae

  2. Řád Theales
    1. Ochnaceae
    2. Sphaerosepalaceae
    3. Sarcolaenaceae
    4. Dipterocarpaceae
    5. Caryocaraceae
    6. Theaceae
    7. Actinidiaceae
    8. Scytopetalaceae
    9. Pentaphylacaceae
    10. Tetrameristaceae
    11. Pellicieraceae
    12. Oncothecaceae
    13. Marcgraviaceae
    14. Quiinaceae
    15. Elatinaceae
    16. Paracryphiaceae
    17. Medusagynaceae
    18. Clusiaceae

  3. Řád Malvales
    1. Elaeocarpaceae
    2. Tiliaceae
    3. Sterculiaceae
    4. Bombacaceae
    5. Malvaceae

  4. Řád Lecythidales
    1. Lecythidaceae

  5. Řád Nepenthales
    1. Sarraceniaceae
    2. Nepenthaceae
    3. Droseraceae

  6. Řád Violales
    1. Flacourtiaceae
    2. Peridiscaceae
    3. Bixaceae
    4. Cistaceae
    5. Huaceae
    6. Lacistemataceae
    7. Scyphostegiaceae
    8. Stachyuraceae
    9. Violaceae
    10. Tamaricaceae
    11. Frankeniaceae
    12. Dioncophyllaceae
    13. Ancistrocladaceae
    14. Turneraceae
    15. Malesherbiaceae
    16. Passifloraceae
    17. Achariaceae
    18. Caricaceae
    19. Fouquieriaceae
    20. Hoplestigmataceae
    21. Cucurbitaceae
    22. Datiscaceae
    23. Begoniaceae
    24. Loasaceae

  7. Řád Salicales
    1. Salicaceae

  8. Řád Capparales
    1. Tovariaceae
    2. Capparaceae
    3. Brassicaceae
    4. Moringaceae
    5. Resedaceae

  9. Řád Batales
    1. Gyrostemonaceae
    2. Bataceae

  10. Řád Ericales
    1. Cyrillaceae
    2. Clethraceae
    3. Grubbiaceae
    4. Empetraceae
    5. Epacridaceae
    6. Ericaceae
    7. Pyrolaceae
    8. Monotropaceae

  11. Řád Diapensiales
    1. Diapensiaceae

  12. Řád Ebenales
    1. Sapotaceae
    2. Ebenaceae
    3. Styracaceae
    4. Lissocarpaceae
    5. Symplocaceae

  13. Řád Primulales
    1. Theophrastaceae
    2. Myrsinaceae
    3. Primulaceae

1. Podtřída Rosidae
  1. Řád Rosales
    1. Brunelliaceae
    2. Connaraceae
    3. Eucryphiaceae
    4. Cunoniaceae
    5. Davidsoniaceae
    6. Dialypetalanthaceae
    7. Pittosporaceae
    8. Byblidaceae
    9. Hydrangeaceae
    10. Columelliaceae
    11. Grossulariaceae
    12. Greyiaceae
    13. Bruniaceae
    14. Anisophylleaceae
    15. Alseuosmiaceae
    16. Crassulaceae
    17. Cephalotaceae
    18. Saxifragaceae
    19. Rosaceae
    20. Neuradaceae
    21. Crossosomataceae
    22. Chrysobalanaceae
    23. Surianaceae
    24. Rhabdodendraceae

  2. Řád Fabales
    1. Mimosaceae
    2. Caesalpiniaceae
    3. Fabaceae

  3. Řád Proteales
    1. Elaeagnaceae
    2. Proteaceae

  4. Řád Podostemales
    1. Podostemaceae

  5. Řád Haloragales
    1. Haloragaceae
    2. Gunneraceae

  6. Řád Myrtales
    1. Sonneratiaceae
    2. Lythraceae
    3. Penaeaceae
    4. Crypteroniaceae
    5. Thymelaeaceae
    6. Trapaceae
    7. Myrtaceae
    8. Punicaceae
    9. Onagraceae
    10. Oliniaceae
    11. Melastomataceae
    12. Combretaceae
    13. Alzateaceae
    14. Memecylaceae
    15. Rhynchocalycaceae

  7. Řád Rhizophorales
    1. Rhizophoraceae

  8. Řád Cornales
    1. Alangiaceae
    2. Nyssaceae
    3. Cornaceae
    4. Garryaceae

  9. Řád Santalales
    1. Medusandraceae
    2. Dipentodontaceae
    3. Olacaceae
    4. Opiliaceae
    5. Santalaceae
    6. Misodendraceae
    7. Loranthaceae
    8. Viscaceae
    9. Eremolepidaceae
    10. Balanophoraceae

  10. Řád Rafflesiales
    1. Hydnoraceae
    2. Mitrastemonaceae
    3. Rafflesiaceae

  11. Řád Celastrales
    1. Geissolomataceae
    2. Celastraceae
    3. Hippocrateaceae
    4. Stackhousiaceae
    5. Salvadoraceae
    6. Aquifoliaceae
    7. Icacinaceae
    8. Aextoxicaceae
    9. Cardiopteridaceae
    10. Corynocarpaceae
    11. Dichapetalaceae
    12. Tepuianthaceae

  12. Řád Euphorbiales
    1. Buxaceae
    2. Simmondsiaceae
    3. Pandaceae
    4. Euphorbiaceae

  13. Řád Rhamnales
    1. Rhamnaceae
    2. Leeaceae
    3. Vitaceae

  14. Řád Linales
    1. Erythroxylaceae
    2. Humiriaceae
    3. Ixonanthaceae
    4. Hugoniaceae
    5. Linaceae

  15. Řád Polygalales
    1. Malpighiaceae
    2. Vochysiaceae
    3. Trigoniaceae
    4. Tremandraceae
    5. Polygalaceae
    6. Xanthophyllaceae
    7. Krameriaceae

  16. Řád Sapindales
    1. Staphyleaceae
    2. Melianthaceae
    3. Bretschneideraceae
    4. Akaniaceae
    5. Sapindaceae
    6. Hippocastanaceae
    7. Aceraceae
    8. Burseraceae
    9. Anacardiaceae
    10. Julianiaceae
    11. Simaroubaceae
    12. Cneoraceae
    13. Meliaceae
    14. Rutaceae
    15. Zygophyllaceae

  17. Řád Geraniales
    1. Oxalidaceae
    2. Geraniaceae
    3. Limnanthaceae
    4. Tropaeolaceae
    5. Balsaminaceae

  18. Řád Apiales
    1. Araliaceae
    2. Apiaceae

1. Podtřída Asteridae
  1. Řád Gentianales
    1. Loganiaceae
    2. Retziaceae
    3. Gentianaceae
    4. Saccifoliaceae
    5. Apocynaceae
    6. Asclepiadaceae

  2. Řád Solanales
    1. Duckeodendraceae
    2. Nolanaceae
    3. Solanaceae
    4. Convolvulaceae
    5. Cuscutaceae
    6. Menyanthaceae
    7. Polemoniaceae
    8. Hydrophyllaceae

  3. Řád Lamiales
    1. Lennoaceae
    2. Boraginaceae
    3. Verbenaceae
    4. Lamiaceae

  4. Řád Callitrichales
    1. Hippuridaceae
    2. Callitrichaceae
    3. Hydrostachyaceae

  5. Řád Plantaginales
    1. Plantaginaceae

  6. Řád Scrophulariales
    1. Buddlejaceae
    2. Oleaceae
    3. Scrophulariaceae
    4. Globulariaceae
    5. Myoporaceae
    6. Orobanchaceae
    7. Gesneriaceae
    8. Acanthaceae
    9. Pedaliaceae
    10. Bignoniaceae
    11. Mendonciaceae
    12. Lentibulariaceae

  7. Řád Campanulales
    1. Pentaphragmataceae
    2. Sphenocleaceae
    3. Campanulaceae
    4. Stylidiaceae
    5. Donatiaceae
    6. Brunoniaceae
    7. Goodeniaceae

  8. Řád Rubiales
    1. Rubiaceae
    2. Theligonaceae

  9. Řád Dipsacales
    1. Caprifoliaceae
    2. Adoxaceae
    3. Valerianaceae
    4. Dipsacaceae

  10. Řád Calycerales
    1. Calyceraceae

  11. Řád Asterales
    1. Asteraceae

## TřídaLiliopsida
1. Podtřída Alismatidae
  1. Řád Alismatales
    1. Butomaceae
    2. Limnocharitaceae
    3. Alismataceae

  2. Řád Hydrocharitales
    1. Hydrocharitaceae

  3. Řád Najadales
    1. Aponogetonaceae
    2. Scheuchzeriaceae
    3. Juncaginaceae
    4. Potamogetonaceae
    5. Ruppiaceae
    6. Najadaceae
    7. Zannichelliaceae
    8. Posidoniaceae
    9. Cymodoceaceae
    10. Zosteraceae

  4. Řád Triuridales
    1. Petrosaviaceae
    2. Triuridaceae

1. Podtřída Arecidae
  1. Řád Arecales
    1. Arecaceae

  2. Řád Cyclanthales
    1. Cyclanthaceae

  3. Řád Pandanales
    1. Pandanaceae

  4. Řád Arales
    1. Acoraceae
    2. Araceae
    3. Lemnaceae

1. Podtřída Commelinidae
  1. Řád Commelinales
    1. Rapateaceae
    2. Xyridaceae
    3. Mayacaceae
    4. Commelinaceae

  2. Řád Eriocaulales
    1. Eriocaulaceae

  3. Řád Restionales
    1. Flagellariaceae
    2. Joinvilleaceae
    3. Restionaceae
    4. Centrolepidaceae

  4. Řád Juncales
    1. Juncaceae
    2. Thurniaceae

  5. Řád Cyperales
    1. Cyperaceae
    2. Poaceae

  6. Řád Hydatellales
    1. Hydatellaceae

  7. Řád Typhales
    1. Sparganiaceae
    2. Typhaceae

1. Podtřída Zingiberidae
  1. Řád Bromeliales
    1. Bromeliaceae

  2. Řád Zingiberales
    1. Strelitziaceae
    2. Heliconiaceae
    3. Musaceae
    4. Lowiaceae
    5. Zingiberaceae
    6. Costaceae
    7. Cannaceae
    8. Marantaceae

1. Podtřída Liliidae
  1. Řád Liliales
    1. Philydraceae
    2. Pontederiaceae
    3. Haemodoraceae
    4. Cyanastraceae
    5. Liliaceae
    6. Iridaceae
    7. Velloziaceae
    8. Aloeaceae
    9. Agavaceae
    10. Xanthorrhoeaceae
    11. Hanguanaceae
    12. Taccaceae
    13. Stemonaceae
    14. Smilacaceae
    15. Dioscoreaceae

  2. Řád Orchidales
    1. Geosiridaceae
    2. Burmanniaceae
    3. Corsiaceae
    4. Orchidaceae